# Werner Hüffmeier
Werner Hüffmeier (* 11. Mai 1912 in Südlengern; † 9. Dezember 2000) war ein deutscher Politiker und ehemaliger Landtagsabgeordneter (SPD).

## Leben und Beruf
Nach dem Besuch der Volksschule absolvierte er eine Schlosserlehre. Anschließend war er als Schlosser beschäftigt. Ab 1947 war Hüffmeier bei der Gewerkschaft Holz und Kunststoff tätig. Mitglied der Gewerkschaft und der Jugendbewegung der SPD war er seit 1928. Hüffmeier war in verschiedenen Gremien der SPD vertreten.

## Abgeordneter
Vom 21. Juli 1962 bis zum 27. Mai 1975 war Hüffmeier Mitglied des Landtags des Landes Nordrhein-Westfalen. Er wurde jeweils im Wahlkreis 14 Herford-Land-West bzw. 145 Herford-Land II direkt gewählt. Zeitweise war er Mitglied des Stadtrates der Stadt Bünde und Mitglied des Kreistages des Kreises Herford.